# Epifani I de Constantinoble
Epifani I de Constantinoble (en llatí Epiphanius, en grec antic Ἐπιφάνιος), fou patriarca de Constantinoble escollit a la mort de Joan II el Capadoci, del qual era el seu sincel·le (el confident i company del patriarca i generalment destinat a ser el seu successor). Segons Teòfanes el Confessor, l'elecció es va produir el febrer del 512 de l'era alexandrina (equivalent al 519 o 520). La comunicació de la seva proclamació va arribar a Roma el 7 d'abril del 520.
Va ocupar la seu fins a la seva mort el 535 (Teòfanes la situa el juny del 529 de l'era alexandrina, equivalent al 536). Va ser declarat sant per l'església grega i el seu nom consta al Menologi. A la seva mort el va succeir Àntim, bisbe de Trebisonda (que molt ràpidament va ser substituït per Menes o Mennes).
Es conserven algunes cartes al papa Hormisdes I, i una carta a un concili que va presidir (probablement el Concili de Constantinoble el 520 al final del qual va ser elegit patriarca) en la que condemnava l'heretgia de Sever patriarca d'Antioquia, Pere Monge i Zoares.